# Manua Patera
Manua Patera est une patera, ou un cratère aux pentes escarpées, située sur le satellite galiléen Io de la planète Jupiter. Elle mesure approximativement 110,5 km de diamètre et est localisée par 35,79° N et 321,76° W. Elle est nommée ainsi selon le dieu du soleil Hawaiien. Son nom a été adopté par l'union astronomique internationale en 1979,. Au sud-ouest se trouve Fuchi Patera, à l'est, Amaterasu Patera.